# Röd nattjasmin
Röd nattjasmin (Cestrum elegans) är en art i familjen potatisväxter från Mexiko. Arten odlas ibland som krukväxt i Sverige.
Röd nattjasmin blommar på natten med rödrosa blommor som sitter i klasar och doftar gott. Frukten är lila. Alla delar av växten är giftiga vid förtäring.

## Synonymer
- Cestrum elegans var. totutla Dunal
- Cestrum elegans var. truncata Fernald
- Cestrum nutans Hort. ex Francey
- Cestrum paniculatum Schltdl
- Cestrum purpureum (Lindl.) Standl
- Cestrum rubrum Hort. ex Francey
- Cestrum smithii Coutts
- Cestrum sylvaticum Dunal
- Habrothamnus elegans Brongn
- Habrothamnus elegans Walp
- Habrothamnus helleri Hort. ex Francey
- Habrothamnus huegelii Regel
- Habrothamnus paniculatus M. Martens & Galeotti
- Habrothamnus purpureus Lindl